# Trachyderes hermani
Trachyderes hermani är en skalbaggsart som beskrevs av Hüdepohl 1985. Trachyderes hermani ingår i släktet Trachyderes och familjen långhorningar.
Artens utbredningsområde är Panama. Inga underarter finns listade i Catalogue of Life.